# زیارت‌گاه‌های بهائی

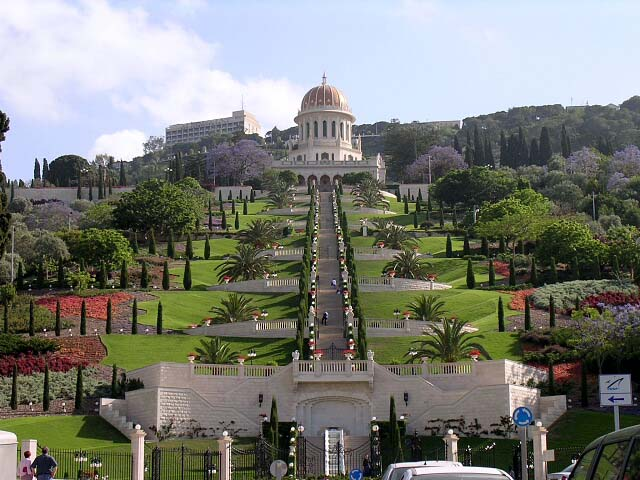
آرامگاه باب و باغ‌های طبقاتی پیرامون آن.

زیارت‌گاه‌های بهائی، شامل روضهٔ مبارکه (آرامگاه بهاءالله) در عکا، مقام اعلی (آرامگاه باب) و بیت‌العدل اعظم واقع در مرکز جهانی بهائی در حیفا، اسرائیل است.
بهاءالله در کتاب اقدس دو مکان را برای زیارت مشخص کرد: خانهٔ بهاءالله در بغداد و خانهٔ باب در شیراز. در دو لوح مجزا که با عنوان سوره الحج شناخته می‌شوند آداب خاص مربوط به زیارت هر یک از این مکان‌ها را توصیف کرد. خانهٔ باب در سال ۱۳۵۸ در شیراز تخریب شد.
بعدها عبدالبهاء آرامگاه بهاءالله در بهجی را نیز به‌عنوان مکانی برای زیارت اعلام کرد. در حال حاضر برای بیشتر بهائیان، امکان زیارت مکان‌های تعیین شده توسط بهاءالله در ایران و عراق وجود ندارد.

## خانهٔ باب در شیراز

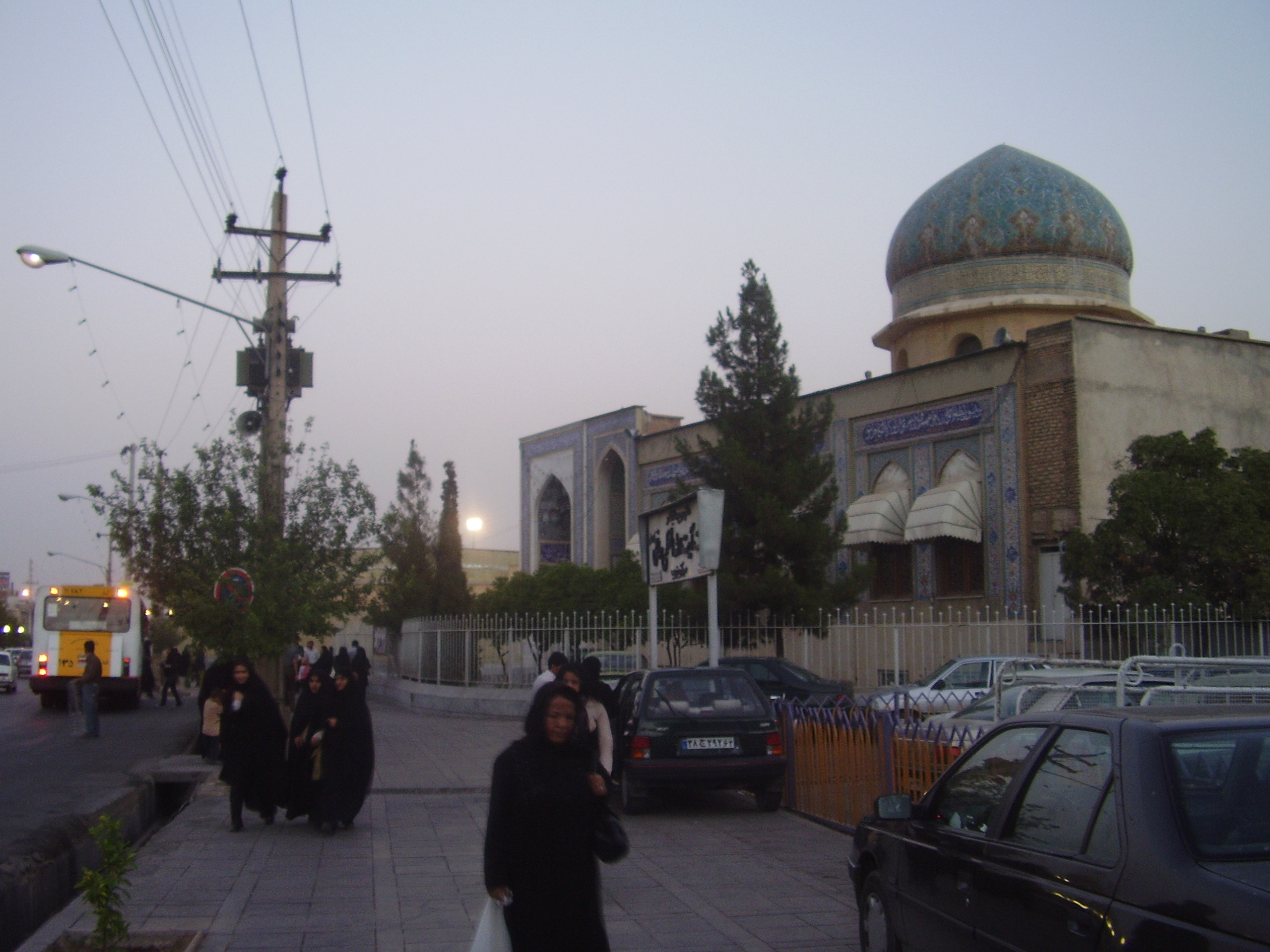
محل خانهٔ باب. پس از تخریب خانه باب در محل آن مسجد ساخته شده‌است. عکس از سال ۲۰۰۸

باب در این خانه در شیراز در ۲۳ مه ۱۸۴۴ رسالت خود را به ملاحسین اعلام کرد.
این خانه در سال ۱۹۴۲–۱۹۴۳ توسط مخالفان آیین بهائی به آتش کشیده شد. همچنین یک بار در سال ۱۹۵۵ تخریب شد اما بعد از آن دوباره بازسازی شد. در سال ۱۹۷۹ (۱۳۵۷) در جریان انقلاب ۱۳۵۷ بار دیگر تخریب شد. در سال ۱۹۸۱ در آن محل خیابان و میدانی ساخته شد.

## خانهٔ بهاءالله در بغداد

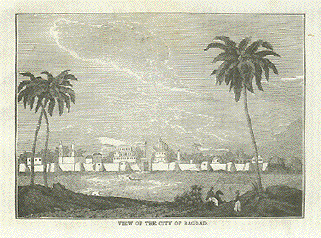
نمایی از بغداد در ۱۸۵۵

خانه بهاءالله در بغداد که با عنوان «بیت اعظم» نیز شناخته می‌شود خانه‌ای است که بهاءالله از سال ۱۸۵۳ به سال ۱۸۶۳ (به جز دو سالی که به کوه‌های سلیمانیه عزیمت کرده بود) در آن زندگی می‌کرد.
این خانه واقع در منطقهٔ کاظمین بغداد در نزدیکی ساحل غربی رود دجله واقع شده‌است. این محل در کتاب اقدس به عنوان یک مکان زیارتی و مقدس برای بهائیان تعیین شده‌است.
در سال ۱۹۲۲خانه توسط مقامات شیعه که با آیین بهائی خصومت داشتند مصادره شد. جامعهٔ ملل تأیید کرد که خانه به جامعهٔ بهائی تعلق دارد اما خانه به بهائیان بازگردانده نشد.
در ژوئن ۲۰۱۳ خانه به طرزی نامشخص تخریب شد.

## یادداشت
1. ↑  Smith, Peter (2000). "Pilgrimage". A concise encyclopedia of the Bahá'í Faith. Oxford: Oneworld Publications. p. 269. ISBN 1-85168-184-1.
2. ↑  Linda Kay, Davidson; Gitlitz, David (2002). Pilgrimage, from the Ganges to Graceland: an Encyclopedia ABC-CLIO, Santa Barbara. شابک ‎۱−۵۷۶۰۷−۰۰۴−۲. pp. 48-50.
3. ↑  «جنازه‌های بی‌تشییع؛ از احمد کسروی و بیژن جزنی تا مریم فیروز و هاله سحابی». بی‌بی‌سی فارسی. دریافت‌شده در ۲۰۲۳-۰۹-۱۰.
4. ↑  «بهائیان و تشدید سرکوب‌ها پس از انقلاب». بی‌بی‌سی فارسی. دریافت‌شده در ۲۰۲۳-۰۹-۱۰.
5. ↑  Smith, Peter (2000). "Shiraz: the House of the Báb". A concise encyclopedia of the Bahá'í Faith. Oxford: Oneworld Publications. p. 314. ISBN 1-85168-184-1.
6. ↑  «The House of Baha'u'llah, Baghdad, 'Iraq. Compilation». www.h-net.org. دریافت‌شده در ۲۰۲۳-۰۹-۱۰.
7. ↑  Smith, Peter (2000). "Baghdad: the House of Bahá'u'lláh". A concise encyclopedia of the Bahá'í Faith. Oxford: Oneworld Publications. pp. 66–67. ISBN 1-85168-184-1.
8. ↑  Bahá'í International Community. House of Baha'u'llah seized.
9. ↑  Toynbee, Arnold J. (1935). Survey of International Affairs 1934. London: Oxford University Press. pp. 120–122.
10. ↑  "Sacred site in Baghdad destroyed | BWNS". Bahá’í World News Service (به انگلیسی). 2013-06-28. Retrieved 2023-09-10.